# Секе
Секе (siq'i) — система координат релігійного та астрономічного характеру, що існувала в державі інків Тауантінсую. З мови кечуа перекладається як «лінія», «промінь», втім значення його було ширше — на кшталт «релігійного шляху». Секе утворювали своєрідну умовну сітку, систему, яка охоплювала усю інкську імперію.

## Характеристика
З храму Коріканча зі столиці інків Куско радіально виходило 42 секе у всіх напрямках до лінії горизонту, поєднували собою політичні кордони та уявно 328 маленьких святинь-уака. Ці лінії-секе були невід'ємною частиною управління імперією. До Чинчайсую, Антісую та Кольасую йшло по 9 веке (прямували до 85, 78 та 85 уак відповідно), Кунтісую — 15 секе (до 80 уак). Саме секе допомагала диференцювати уака по всій державі.
Більшість секе були прямими, деякі секе — ламаними, зигзагоподібними внаслідок своєрідності ландшафту. Вони перетинали одна одну, хоча часто розташовувалися паралельно. Низка дослідників систему секе порівнюють за формою з кіпу, яку секе нагадують. Можливо в системі секе закладена якась сакральна інформація інків, ключ до якого міститься в кіпу. Оскільки дотепер кіпу повністю не розшифровано, то немає можливості підтвердити цю теорію чи спростувати.
Система секе поділялася на 4 частини, за сторонами світу та частинами імперіями — чвертями-сую. Між секе та уака на цих уявних лініях стояли об'єкти природного ландшафту (печери, валуни, джерела) і створені людиною (будинки, фонтани, канали, палаци). Водночас система секе допомагала інкам визначати рух Сонця, зірок та планет, кордони земель (областей, провінцій, громад), іригаційних систем, позначали реальні межі земельних угідь кожної з громад.
Система секе використовувалася для астрономічних спостережень і календарних цілей, для визначення термінів польовий жнив і відправлення громадського культу —— капак уча, людських жертвоприношень в ім'я підтримки стабільності інкської держави.
Радіальна структура секе як система координат, що об'єднувала простір і час, символізувала централізований політичний, релігійний і космічний контроль інкської аристократії над підкореними народами.